# HMS Gore (K481)
HMS Gore (K481) là một tàu frigate lớp Captain của Hải quân Hoàng gia Anh hoạt động trong Chiến tranh Thế giới thứ hai. Nó nguyên được Hoa Kỳ chế tạo như chiếc USS Herzog (DE-277), một tàu hộ tống khu trục lớp Evarts, và chuyển giao cho Anh Quốc theo Chương trình Cho thuê-Cho mượn (Lend-Lease). Nó là chiếc tàu chiến duy nhất của Hải quân Anh được đặt tên theo Đô đốc John Gore (1772–1836), người từng tham gia các cuộc Chiến tranh Cách mạng Pháp và Chiến tranh Napoleon. Nó đã phục vụ cho đến khi chiến tranh kết thúc tại Châu Âu, hoàn trả cho Hoa Kỳ năm 1946 nhưng rút biên chế và xóa đăng bạ ngay sau đó, và cuối cùng bị bán để tháo dỡ vào năm 1946 hoặc năm 1947.

## Thiết kế và chế tạo
Những tàu frigate lớp Captain thuộc phân lớp Evarts có chiều dài chung 289 ft 5 in (88,21 m), mạn tàu rộng 35 ft 1 in (10,69 m) và độ sâu mớn nước khi đầy tải là 8 ft 3 in (2,51 m). Chúng có trọng lượng choán nước tiêu chuẩn 1.140 tấn Anh (1.160 t); và lên đến 1.430 tấn Anh (1.450 t) khi đầy tải. Hệ thống động lực bao gồm bốn động cơ diesel General Motors Kiểu 16-278A nối với bốn máy phát điện để vận hành hai trục chân vịt; công suất 6.000 hp (4.500 kW) cho phép đạt được tốc độ tối đa 21 kn (24 mph; 39 km/h), và có dự trữ hành trình 4.150 nmi (4.780 mi; 7.690 km) khi di chuyển ở vận tốc đường trường 12 kn (14 mph; 22 km/h).
Vũ khí trang bị bao gồm ba pháo 3 in (76 mm)/50 cal trên tháp pháo nòng đơn có thể đối hạm hoặc phòng không, một khẩu đội 1,1 inch/75 caliber bốn nòng và chín pháo phòng không Oerlikon 20 mm. Vũ khí chống ngầm bao gồm một dàn súng cối chống tàu ngầm Hedgehog Mk. 10 (có 24 nòng và mang theo 144 quả đạn); hai đường ray Mk. 9 và tám máy phóng K3 Mk. 6 để thả mìn sâu.
Con tàu được đặt hàng vào ngày 25 tháng 1, 1942, và được đặt lườn như là chiếc USS Herzog (DE-277) tại Xưởng hải quân Boston ở Boston, Massachusetts vào ngày 20 tháng 5, 1943. Tên nó được đặt theo Trung úy Hải quân William Ralph Herzog (1909–1942), người chỉ huy vũ trang cho tàu buôn SS Pan New York và đã tử trận tại Đại Tây Dương vào ngày 29 tháng 10, 1942. Nó được hạ thủy vào ngày 8 tháng 7, 1943, và được chuyển giao cho Anh Quốc vào ngày 14 tháng 10, 1943, và đồng thời nhập biên chế cùng Hải quân Hoàng gia Anh như là chiếc HMS Gore (K481) dưới quyền chỉ huy của Hạm trưởng, Thiếu tá Hải quân John Vivian Reeves-Brown.

## Lịch sử hoạt động
Trong quá trình phục vụ cùng Hải quân Hoàng gia Anh, Gore hoạt động trong vai trò chính là hộ tống các đoàn tàu vận tải vượt Đại Tây Dương từ năm 1943 đến năm 1945. Vào ngày 26 tháng 2, 1944, nó phối hợp cùng các tàu frigate Affleck (K462) và Gould (K476) tấn công bằng mìn sâu, và đã đánh chìm được chiếc tàu ngầm U-boat Đức U-91 tại vùng biển Bắc Đại Tây Dương, ở tọa độ 49°45′B 26°20′T / 49,75°B 26,333°T.
Chỉ ba ngày sau, 29 tháng 2, 1944, trong thành phần Đội hộ tống 1, Gore cùng với Affleck, Gould và tàu frigate Garlies (K475) phát hiện ra chiếc U-358 tại vị trí về phía Bắc Tây Bắc quần đảo Azores, và bắt đầu tấn công bằng mìn sâu. Cuộc tấn công kéo dài suốt đêm cho đến sáng ngày 1 tháng 3, và bốn chiếc frigate đã thả tổng cộng 104 quả mìn. Gore và Garlies buộc phải rút lui về Gibraltar vào sáng ngày 1 tháng 3 để tiếp nhiên liệu, còn Affleck và Gould vẫn tiếp tục cuộc truy lùng. Xế trưa ngày 1 tháng 3, U-358 phóng ngư lôi trúng đích và đánh chìm Gould tại tọa độ 45°46′B 023°16′T / 45,767°B 23,267°T; nhưng chiếc tàu ngầm cũng buộc phải nổi lên sau 38 giờ lặn và bị hải pháo của Affleck đánh chìm tại tọa độ 45°46′B 023°16′T / 45,767°B 23,267°T.
Sau khi chiến tranh chấm dứt tại Châu Âu, Gore được hoàn trả cho Hoa Kỳ vào ngày 2 tháng 5, 1946, nhằm giảm bớt chi phí mà Anh phải trả cho Hoa Kỳ trong Chương trình Cho thuê-Cho mượn (Lend-Lease). Do không có nhu cầu sử dụng vì dư thừa tàu chiến sau chiến tranh, Hải quân Hoa Kỳ đã bán con tàu để tháo dỡ vào ngày 19 tháng 11, 1946, hoặc theo nguồn khác là vào ngày 10 tháng 6, 1947.